# Haithabu (Schiff, 2014)
Die Haithabu ist ein Mehrzweckschiff des Landesbetriebes für Küstenschutz, Nationalpark und Meeresschutz Schleswig-Holstein in Kiel.

## Geschichte
Das Schiff wurde unter der Baunummer 191 von der SET Schiffbau- u. Entwicklungsgesellschaft Tangermünde im sachsen-anhaltischen Tangermünde gebaut. Die Kiellegung fand am 19. April 2013, der Stapellauf am 30. März 2014 statt. Das Schiff wurde im Juni 2014 mit Hilfe zweier Schubboote von Tangermünde nach Hamburg überführt. In Hamburg wurde das Deckshaus montiert. Das Schiff wurde am 16. Juni 2014 in Husum getauft. Taufpatin war Anke Spoorendonk, Ministerin für Justiz, Kultur und Europa. Die Fertigstellung des Schiffes erfolgte am 26. Juni, die Übergabe und Indienststellung am 27. Juni 2014.
Der Bau des Schiffes kostete rund zehn Millionen Euro. Die Hälfte der Baukosten trug das schleswig-holsteinische Umweltministerium, die andere Hälfte teilten sich die bundesdeutschen Küstenländer. Die rund 500.000 Euro teure Ausrüstung des Schiffes für Aufgaben der Munitionsräumung übernahm das Innenministerium Schleswig-Holstein.
Das Schiff ersetzt das 1982 in Dienst gestellte, gleichnamige Vorgängerschiff. Benannt ist es nach der Wikingersiedlung im heutigen Schleswig-Holstein.

## Einsatz
Das Schiff ist als Gewässerüberwachungsschiff konzipiert. Es wird vom Landesamt für Landwirtschaft, Umwelt und ländliche Räume (LLUR) in der westlichen Ostsee für die Entnahme von Wasser- und Bodenproben sowie zur Untersuchung der Struktur des Meeresbodens und marine Lebensgemeinschaften genutzt. Die Proben werden zur Feststellung des biologischen und chemischen Zustandes der Ostsee analysiert. Um Proben direkt untersuchen zu können, befindet sich auch ein Labor an Bord.
Zusätzlich steht es dem Havariekommando bei Ölunfällen auf der Ostsee zur Verfügung. Zur Bekämpfung von an der Wasseroberfläche treibendem Öl ist das Schiff mit einem Ölskimmer ausgestattet. Auf beiden Seiten des Schiffes können 13 Meter langen Ölfangarme herausgefahren werden, mit denen an der Wasseroberfläche treibendes Öl mit speziellen Bürsten aufgenommen werden kann. Die Skimmer haben eine Kapazität von jeweils 80 m³/h. Die Kapazität der beheizbaren Tanks für das aufgenommene Öl-Wassergemisch beträgt 200 Kubikmeter.
Weiterhin wird das Schiff als Basis für Tauchereinsätze zur Kampfmittelräumung bei der Bergung von Munition und für die Kartographierung von Munition in der Ostsee genutzt.
Das Schiff wird von einer vierköpfigen Besatzung gefahren. Insgesamt ist Platz für zwölf Personen, so dass je nach Einsatz acht zusätzliche Personen an Bord untergebracht werden können.
Die Einsatzplanung des Schiffes obliegt dem Landesamt für Landwirtschaft, Umwelt und ländliche Räume des Landes Schleswig-Holstein.

## Technische Daten und Ausstattung
Der Antrieb des Schiffes erfolgt durch zwei Sechszylinder-Viertakt-Dieselmotoren des Herstellers Volvo Penta (Typ: D16 MH 600) mit jeweils 441 kW Leistung. Die Motoren wirken über zwei Untersetzungsgetriebe auf zwei Verstellpropeller. Die beiden Propeller sind mit einem Grim’schem Leitrad versehen. Die Dieselmotoren sind mit einer Urea-Einspritzanlage zur Abgasnachbehandlung ausgestattet.
Für die Stromversorgung sind zwei Dieselgeneratoren mit jeweils 163 kVA Scheinleistung vorhanden. Weiterhin wurde ein Hafen- und Notgenerator mit 47 kVA Scheinleistung verbaut.
Das Schiff verfügt über vier Decks. Auf dem offenen Achterdeck hinter den Decksaufbauten befinden sich zwei hydraulische Faltkrane, von denen je einer auf der Backbord- und einer auf der Steuerbordseite angeordnet ist. Der Kran auf der Backbordseite kann 10 Tonnen heben und hat eine Auslage von bis zu 18,8 Metern, der Kran auf der Steuerbordseite kann über 13 Tonnen heben und hat eine Auslage von bis zu 24,8 Metern. Beide Krane können um 360° gedreht werden. Ein weiterer Kran zum Aussetzen und wieder Einholen des an Bord mitgeführten Arbeitsbootes befindet sich etwa im Mittschiffsbereich. Am Heck des Schiffes befindet sich ein schwenkbarer Heckgalgen. Zur Untersuchung und Kartographierung des Meeresbodens verfügt das Schiff über ein Seitensichtsonar.
Das Schiff ist mit einem zusätzlichen Heckanker ausgestattet, um beim Ankern die Position halten zu können und z. B. bei Tauchereinsätzen ein Schwojen des Schiffes zu verhindern. Der Rumpf des Schiffes ist eisverstärkt (Eisklasse „E“). Das Schiff verfügt über ein Bugstrahlruder mit 130 kW Leistung.